# カバイロツルタケ
カバイロツルタケ（樺色鶴茸、学名: Amanita fulva）は、ハラタケ目テングタケ科テングタケ属の中型のキノコ（菌類）。以前は加熱すれば食べられることになっていたが、近年は毒キノコとして認知されている。和名の由来は、このキノコの仲間にツルタケがあり似ているが、ツルタケの傘の色が灰色をしているのに対して、本種の傘は樺色（茶褐色）であることから名付けられている。地方により、ササムタシ（秋田県）ともよばれている。

## 特徴
発生域は、平地の市街地の公園から亜高山帯まで広い範囲に分布する。
菌根性。夏から秋にかけて、雑木林やブナ・ミズナラ林、あるいは針葉樹林に点々と散生する。ブナ科やマツ科などの樹木が生えた地上に発生する。暗い森林の中でも、明るい樺色のため目につきやすい。ツルタケの変種ともされる。
外見の特徴は、色が樺色ということ以外、ツルタケとほぼ同じである。傘は径7センチメートル (cm) ほどで、淡褐色から茶褐色（樺色）で中心のほうが色が濃くなり、傘の縁には明瞭な放射状の条線がある。しばしば、やや傘の色を帯びたツボの破片を傘につける。ヒダは白色。柄は長さは最大で15 cmほどになり、ツバはなく、根元には膜質で袋状の淡褐色のツボがある。ツボは地中に入っている。柄の表面は、ときにやや鱗片状となる。柄やツボも、やや傘の色を帯びている。
胞子は非アミロイドで、メルツァー試験薬で青紫色に変色しない。アミロイドの胞子を持つものに比べて、毒性は弱いとされている。

## 毒性
ドクツルタケなど猛毒キノコが多いテングダケ科、属では数少ない食用菌として紹介する本もあるが、生食すると中毒を起こし、一般的には利用されることはほとんどない。毒成分は不明とされる。食味はうまみや風味に乏しいといわれている。汁物やバター炒め、すき焼きの具などにするというが、猛毒のタマゴテングタケモドキと外観がよく似ており、キノコ狩りの初心者には推奨されない。

## 類似種
ツルタケ（Amanita vaginata）の中で、傘の色が樺色から褐色がかっているものがあり、本種カバイロツルタケと見分けがつきにくい場合がある。両種とも傘の表面には条線があり、柄の根元には袋状のツボがある。カバイロツルタケの場合、柄が樺色から褐色を帯びており、同色を帯びていないものはツルタケと考えてよいといわれる。